# Chiesa dei Santi Giusto e Clemente a Faltugnano
La chiesa dei Santi Giusto e Clemente a Faltugnano si trova nel comune di Vaiano.
Già citata in vari documenti del XII secolo, mostra murature medievali nella composita facciata e nel campanile a torre. 
Fu patronato dei Vinaccesi, che posero in facciata il loro stemma gentilizio presente ancora oggi.
Internamente è collegata alla Compagnia del Santissimo Sacramento, dove si conserva una  cinquecentesca Madonna col Bambino e Santi, vicina a Michele delle Colombe.